# Diktyostelidy
Diktyostelidy (Dictyostelia, Dictyostelea, Dictyosteliomycetes) je jedna z přirozených skupin hlenek (Mycetozoa/Eumycetozoa), řazená zpravidla do taxonomické úrovně třídy či podtřídy, s typovým rodem Dictyostelium (např. D. discoideum). Žijí v půdě a na hnijícím materiálu především v mírném pásu. Je popsáno asi 150 druhů.

## Životní cyklus

Životní cyklus

V životním cyklu diktyostelidních hlenek se nevyskytují myxomonády, ale pouze myxaméby. Ty jsou jednojaderné, haploidní, tvoří panožky a živí se pohlcováním bakterií a v nepříznivých podmínkách jsou schopné změnit se na mikrocystu. V určité fázi začnou vylučovat myxaméby tzv. akrasin (ve skutečnosti cAMP), jímž se spouští agregační fáze, při níž se myxaméby složitým způsobem shlukují do kompaktního útvaru. Shlukováním myxaméb vznikají tzv. pseudoplazmodia, z nichž se následně vyvíjí až 1 cm velké sorokarpy (plodničky) se stopkou. Na těchto sorokarpech dochází k produkci spor s celulózovým obalem, z nichž se následně vyvíjí nové myxaméby.

## Systematika
Nové molekulární analýzy ukázaly, že tradiční systematika založená na morfologii vymezuje některé skupiny, zejména rody Dictyostelium a Polysphondylium a jejich nadřazenou čeleď Dictyosteliidae/Dictyosteliaceae, nepřirozeně V roce 2017 byla publikována nová systematika diktyostelid, která je plně podpořena současnými molekulárně fylogenetickýcmi analýzami. Pro přirozenou klasifikaci popsaných druhů vytváří nové přirozené rody a čeledi (a podle toho modifikuje jejich binominální pojmenování):
Řád: Acytosteliales Baldauf, Sheikh & Thulin, 2017
- Čeleď: Acytosteliaceae Raper ex Raper & Quinlan, 1958
  - Rod: Acytostelium Raper, 1956
    - Acytostelium aggregatum Cavender & Vadell, 2000
    - Acytostelium amazonicum Cavender & Vadell, 2000
    - Acytostelium anastomosans Cavender et al., 2005
    - Acytostelium digitatum Cavender & Vadell, 2000
    - Acytostelium irregularosporum Hagiwara, 1971
    - Acytostelium leptosomum Raper, 1956
    - Acytostelium longisorophorum Cavender et al., 2005
    - Acytostelium magniphorum Cavender & Vadell, 2000
    - Acytostelium magnisorum Cavender et al., 2005
    - Acytostelium minutissimum Cavender & Vadell, 2000
    - Acytostelium pendulum Cavender & Vadell, 2000
    - Acytostelium reticulatum Cavender & Vadell, 2000
    - Acytostelium serpentarium Cavender et al., 2005
    - Acytostelium singulare Cavender et al., 2005
    - Acytostelium subglobosum Cavender, 1976

  - Rod: Rostrostelium Baldauf, Sheikh & Thulin, 2017
    - Rostrostelium ellipticum Cavender, 1970 comb. nov. Baldauf, Sheikh & Thulin, 2017

  - Rod: Heterostelium Baldauf, Sheikh & Thulin, 2017
    - Heterostelium album Olive, 1901 comb. nov. Baldauf, Sheikh & Thulin, 2017
    - Heterostelium ampliverticillatum Cavender et al., 2016 comb. nov. Baldauf, Sheikh & Thulin, 2017
    - Heterostelium anisocaule Cavender et al., 2002 comb. nov. Baldauf, Sheikh & Thulin, 2017
    - Heterostelium arachnoideum Vadell & Cavender, 2007 comb. nov. Baldauf, Sheikh & Thulin, 2017
    - Heterostelium asymetricum Vadell & Cavender, 1998 comb. nov. Baldauf, Sheikh & Thulin, 2017
    - Heterostelium australicum Cavender et al., 1998 comb. nov. Baldauf, Sheikh & Thulin, 2017
    - Heterostelium boreale Romeralo et al., 2010 comb. nov. Baldauf, Sheikh & Thulin, 2017
    - Heterostelium candidum Hagiwara, 1973 comb. nov. Baldauf, Sheikh & Thulin, 2017
    - Heterostelium colligatum Vadell & Cavender, 1998 comb. nov. Baldauf, Sheikh & Thulin, 2017
    - Heterostelium cumulocystum Cavender et al., 2016 comb. nov. Baldauf, Sheikh & Thulin, 2017
    - Heterostelium equisetoides Cavender et al., 2004 comb. nov. Baldauf, Sheikh & Thulin, 2017
    - Heterostelium filamentosum Traub et al., 1981 comb. nov. Baldauf, Sheikh & Thulin, 2017
    - Heterostelium flexuosum Cavender et al., 2008 comb. nov. Baldauf, Sheikh & Thulin, 2017
    - Heterostelium gloeosporum Hagiwara, 2003 comb. nov. Baldauf, Sheikh & Thulin, 2017
    - Heterostelium granulosum Cavender et al., 2008 comb. nov. Baldauf, Sheikh & Thulin, 2017
    - Heterostelium lapidosum Cavender et al., 2016 comb. nov. Baldauf, Sheikh & Thulin, 2017
    - Heterostelium luridum Kauffmann et al., 1988 comb. nov. Baldauf, Sheikh & Thulin, 2017
    - Heterostelium migratissimum Cavender et al., 2016 comb. nov. Baldauf, Sheikh & Thulin, 2017
    - Heterostelium multicystogenum Kawakami & Hagiwara, 2008 comb. nov. Baldauf, Sheikh & Thulin, 2017
    - Heterostelium naviculare Cavender et al., 2005 comb. nov. Baldauf, Sheikh & Thulin, 2017
    - Heterostelium oculare Cavender et al., 2005 comb. nov. Baldauf, Sheikh & Thulin, 2017
    - Heterostelium pallidum Olive, 1901 comb. nov. Baldauf, Sheikh & Thulin, 2017
    - Heterostelium parvimigratum Cavender et al., 2016 comb. nov. Baldauf, Sheikh & Thulin, 2017
    - Heterostelium perasymmetricum Cavender et al., 2016 comb. nov. Baldauf, Sheikh & Thulin, 2017
    - Heterostelium plurimicrocystogenum Cavender et al., 2016 comb. nov. Baldauf, Sheikh & Thulin, 2017
    - Heterostelium pseudocandidum Hagiwara, 1979 comb. nov. Baldauf, Sheikh & Thulin, 2017
    - Heterostelium pseudocolligatum Cavender et al., 2016 comb. nov. Baldauf, Sheikh & Thulin, 2017
    - Heterostelium pseudoplasmodiofascium Cavender et al., 2016 comb. nov. Baldauf, Sheikh & Thulin, 2017
    - Heterostelium pseudoplasmodiomagnum Cavender et al., 2016 comb. nov. Baldauf, Sheikh & Thulin, 2017
    - Heterostelium racemiferum Cavender et al., 2016 comb. nov. Baldauf, Sheikh & Thulin, 2017
    - Heterostelium rotatum Cavender et al., 2008 comb. nov. Baldauf, Sheikh & Thulin, 2017
    - Heterostelium stolonicoideum Cavender et al., 2008 comb. nov. Baldauf, Sheikh & Thulin, 2017
    - Heterostelium tenuissimum Hagiwara, 1979 comb. nov. Baldauf, Sheikh & Thulin, 2017
    - Heterostelium tikalense Vadell & Cavender, 1998 comb. nov. Baldauf, Sheikh & Thulin, 2017
    - Heterostelium unguliferum Cavender et al., 2016 comb. nov. Baldauf, Sheikh & Thulin, 2017
    - Heterostelium violaceotypum Cavender et al., 2016 comb. nov. Baldauf, Sheikh & Thulin, 2017
- Čeleď: Cavenderiaceae Baldauf, Sheikh & Thulin, 2017
  - Rod: Cavenderia Baldauf, Sheikh & Thulin, 2017
    - Cavenderia amphispora Cavender et al., 2005 comb. nov. Baldauf, Sheikh & Thulin, 2017
    - Cavenderia antarctica Cavender et al., 2002 comb. nov. Baldauf, Sheikh & Thulin, 2017
    - Cavenderia aureostipes Cavender, 1979 comb. nov. Baldauf, Sheikh & Thulin, 2017
    - Cavenderia aureostipes Cavender, 1979 comb. nov. Baldauf, Sheikh & Thulin, 2017
    - Cavenderia bifurcata Cavender, 1976 comb. nov. Baldauf, Sheikh & Thulin, 2017
    - Cavenderia boomerangispora Cavender et al., 2008 comb. nov. Baldauf, Sheikh & Thulin, 2017
    - Cavenderia delicata Hagiwara, 1971 comb. nov. Baldauf, Sheikh & Thulin, 2017
    - Cavenderia deminutiva Anderson et al., 1968 comb. nov. Baldauf, Sheikh & Thulin, 2017
    - Cavenderia exigua Hagiwara, 1983 comb. nov. Baldauf, Sheikh & Thulin, 2017
    - Cavenderia fasciculata Traub et al., 1981 comb. nov. Baldauf, Sheikh & Thulin, 2017
    - Cavenderia fasciculoidea Vadell et al., 2011 comb. nov. Baldauf, Sheikh & Thulin, 2017
    - Cavenderia granulophora Vadell et al., 1995 comb. nov. Baldauf, Sheikh & Thulin, 2017
    - Cavenderia macrocarpa Vadell & Cavender, 2007 comb. nov. Baldauf, Sheikh & Thulin, 2017
    - Cavenderia medusoides Vadell et al., 1995 comb. nov. Baldauf, Sheikh & Thulin, 2017
    - Cavenderia mexicana Cavender et al., 1981 comb. nov. Baldauf, Sheikh & Thulin, 2017
    - Cavenderia microspora Hagiwara, 1978 comb. nov. Baldauf, Sheikh & Thulin, 2017
    - Cavenderia multistipes Cavender, 1976 comb. nov. Baldauf, Sheikh & Thulin, 2017
    - Cavenderia myxobasis Cavender et al., 2008 comb. nov. Baldauf, Sheikh & Thulin, 2017
    - Cavenderia nanopodium Vadell & Cavender, 2007 comb. nov. Baldauf, Sheikh & Thulin, 2017
    - Cavenderia parvispora Hagiwara, 1986 comb. nov. Baldauf, Sheikh & Thulin, 2017
    - Cavenderia stellata Cavender et al., 2005 comb. nov. Baldauf, Sheikh & Thulin, 2017

Řád: Dictyosteliales Olive ex Kirk et al., 2001
- Čeleď: Dictyosteliaceae Rostafiński ex Cooke, 1877
  - Rod: Dictyostelium Brefeld, 1869 = Hyalostilbum Oudemans, 1885
    - Dictyostelium ammophilum Romeralo et al., 2010 ex Baldauf, Sheikh & Thulin, 2017
    - Dictyostelium aureocephalum Hagiwara, 1991
    - Dictyostelium aureum Olive, 1901
    - Dictyostelium austroandinum Vadell et al., 2011
    - Dictyostelium barbibulus Perrigo & Romeralo, 2013
    - Dictyostelium brefeldianum Hagiwara, 1984
    - Dictyostelium brevicaule Olive, 1901
    - Dictyostelium brunneum Kawabe, 1982
    - Dictyostelium capitatum Hagiwara, 1983
    - Dictyostelium chordatum Vadell et al., 2011
    - Dictyostelium citrinum Vadell et al., 1995
    - Dictyostelium clavatum Hagiwara, 1992
    - Dictyostelium crassicaule Hagiwara, 1984
    - Dictyostelium dimigraformum Cavender, 1970
    - Dictyostelium discoideum Raper, 1935
    - Dictyostelium firmibasis Hagiwara, 1971
    - Dictyostelium gargantuum Vadell et al., 2011
    - Dictyostelium giganteum Singh, 1947
    - Dictyostelium implicatum Hagiwara, 1984
    - Dictyostelium intermedium Cavender, 1976
    - Dictyostelium leptosomopsis Vadell et al., 2011
    - Dictyostelium leptosomum Cavender et al., 2002
    - Dictyostelium longosporum Hagiwara, 1983
    - Dictyostelium macrocephalum Hagiwara, 1985
    - Dictyostelium medium Hagiwara, 1992
    - Dictyostelium mucoroides Brefeld, 1869
    - Dictyostelium pseudobrefeldianum Hagiwara, 1996
    - Dictyostelium purpureum Olive, 1901
    - Dictyostelium quercibrachium Cavender et al., 2002
    - Dictyostelium robustum Hagiwara, 1996
    - Dictyostelium rosarium Raper & Cavender, 1968
    - Dictyostelium septentrionale Cavender, 1978
    - Dictyostelium sphaerocephalum (Oudemans 1885) Saccardo & Marchal, 1885
    - Dictyostelium valdivianum Vadell et al., 2011

  - Rod: Polysphondylium Brefeld, 1884
    - Polysphondylium fuscans Perrigo & Romeralo, 2012
    - Polysphondylium laterosorum Cavender, 1970 comb. nov. Baldauf, Sheikh & Thulin, 2017
    - Polysphondylium patagonicum Vadell et al., 2011
    - Polysphondylium violaceum Brefeld, 1884
- Čeleď: Raperosteliaceae Baldauf, Sheikh & Thulin, 2017
  - Rod: Speleostelium Baldauf, Sheikh & Thulin, 2017
    - Speleostelium caveatum Waddell et al., 1984 comb. nov. Baldauf, Sheikh & Thulin, 2017

  - Rod: Hagiwaraea Baldauf, Sheikh & Thulin, 2017
    - Hagiwaraea coeruleostipes Raper & Fennell, 1967 comb. nov. Baldauf, Sheikh & Thulin, 2017
    - Hagiwaraea lavandula Raper & Fennell, 1967 comb. nov. Baldauf, Sheikh & Thulin, 2017
    - Hagiwaraea radiculata Cavender et al., 2008 comb. nov. Baldauf, Sheikh & Thulin, 2017
    - Hagiwaraea rhizopodium Raper & Fennell, 1967 comb. nov. Baldauf, Sheikh & Thulin, 2017
    - Hagiwaraea vinaceofusca Raper & Fennell, 1967 comb. nov. Baldauf, Sheikh & Thulin, 2017

  - Rod: Raperostelium Baldauf, Sheikh & Thulin, 2017
    - Raperostelium australe Cavender et al., 2002 comb. nov. Baldauf, Sheikh & Thulin, 2017
    - Raperostelium capillare Cavender et al., 2012 comb. nov. Baldauf, Sheikh & Thulin, 2017
    - Raperostelium filiforme Cavender et al., 2012 comb. nov. Baldauf, Sheikh & Thulin, 2017
    - Raperostelium gracile Hagiwara, 1983 comb. nov. Baldauf, Sheikh & Thulin, 2017
    - Raperostelium ibericum Romeralo et al., 2009 comb. nov. Baldauf, Sheikh & Thulin, 2017
    - Raperostelium maeandriforme Cavender et al., 2012 comb. nov. Baldauf, Sheikh & Thulin, 2017
    - Raperostelium minutum Raper, 1941 comb. nov. Baldauf, Sheikh & Thulin, 2017
    - Raperostelium monochasioides Hagiwara, 1973 comb. nov. Baldauf, Sheikh & Thulin, 2017
    - Raperostelium ohioense Cavender & Vadell, 2006 comb. nov. Baldauf, Sheikh & Thulin, 2017
    - Raperostelium potamoides Cavender et al., 2005 comb. nov. Baldauf, Sheikh & Thulin, 2017
    - Raperostelium reciprocatum Cavender et al., 2012 comb. nov. Baldauf, Sheikh & Thulin, 2017
    - Raperostelium tenue Cavender et al., 1979 comb. nov. Baldauf, Sheikh & Thulin, 2017

  - Rod: Tieghemostelium Baldauf, Sheikh & Thulin, 2017
    - Tieghemostelium angelicum Cavender et al., 2012 comb. nov. Baldauf, Sheikh & Thulin, 2017
    - Tieghemostelium dumosum Cavender et al., 2012 comb. nov. Baldauf, Sheikh & Thulin, 2017
    - Tieghemostelium lacteum van Tieghem, 1880 comb. nov. Baldauf, Sheikh & Thulin, 2017
    - Tieghemostelium menorah Vadell & Cavender, 2007 comb. nov. Baldauf, Sheikh & Thulin, 2017
    - Tieghemostelium montium Cavender et al., 2012 comb. nov. Baldauf, Sheikh & Thulin, 2017
    - Tieghemostelium simplex Cavender et al., 2012 comb. nov. Baldauf, Sheikh & Thulin, 2017
    - Tieghemostelium unicornutum Cavender et al., 2012 comb. nov. Baldauf, Sheikh & Thulin, 2017
- Dictyosteliales incertae sedis
  - Rod: Coremiostelium Baldauf, Sheikh & Thulin, 2017
    - Coremiostelium polycephalum Raper, 1956 comb. nov. Baldauf, Sheikh & Thulin, 2017

Dictyostelia incertae sedis
- Dictyostelium arabicum Hagiwara, 1991
- Dictyostelium culliculosum Li & He, 2008
- Dictyostelium dichotomum Vadell & Cavender, 2007
- Dictyostelium germanicum Cavender et al., 1995
- Dictyostelium globisporum Li & Liu, 2011
- Dictyostelium irregulare/irregularis Olive et al., 1967
- Dictyostelium magnum Hagiwara, 1983
- Dictyostelium microsorocarpum Li & He, 2010
- Dictyostelium roseum van Tieghem, 1880
- Dictyostelium vermiforme/vermiformum Vadell & Cavender, 2007

- Rod: Coenonia Van Tieghem, 1884
  - Coenonia denticulata van Tieghem, 1884

- Rod: Synstelium Baldauf, Sheikh & Thulin, 2017
  - Synstelium polycarpum Traub et al., 1981 comb. nov. Baldauf, Sheikh & Thulin, 2017

### Systematické zařazení diktyostelid
Přirozená systematika říše (superskupiny) Amoebozoa dosud prochází mnoha podstatnými změnami. Jako příklad současné klasifikační pozice diktyostelid v neustáleném vymezení a pojmenování vyšších taxonů lze uvést dva systémy z let 2016 a 2017. Jeden z nich ctí klasické taxonomické kategorie, druhý poskytuje fylogenetický strom, tedy vedle hierarchické nadřazenosti skupin stanoví i skutečnou fylogenetickou příbuznost jednotlivých skupin:
(1)
Kmen: Amoebozoa
- Podkmen: Conosa Cavalier-Smith, 1998
  - Infrakmen: Semiconosia Cavalier-Smith, 2013
    - Nadtřída: Mycetozoa de Bary, 1859 ex Rostafinski, 1873 - hlenky
      - Třída: Stelamoebea Cavalier-Smith, 2004 em. 2016
        - Podřída: Dictyostelia Olive, 1975 - diktyostelidy

Na stejné úrovni s diktyostelidami jsou podtřídy Exosporeae Rostafinski, 1873 stat. n. Cavalier-Smith, 2016 (syn. Ceratiomyxomycetidae Martin, 1961) a Myxogastria Fries, 1829 stat. n. Cavalier-Smith, 1993 (syn. Myxomycetes Link, 1883).
(2)
Amoebozoa
- Tevosa
  - Evosea
    - Eumycetozoa - hlenky
      - Dictyostelia - diktyostelidy

Sesterskou skupinou diktyostelid jsou v tomto systému všechna ostatní Eumycetozoa (reprezentovaná vývojovými větvemi Myxogastria a Protosporangiida), neboť diktyostelidy se odvětvují na samé bázi pravých hlenek.

## Zajímavost
Ač bylo popsáno více různých rodů diktyostelidních hlenek, s rodem Coenonia se spojuje zajímavý příběh. Popsal ho v roce 1884 Francouz van Tieghem, našel ho v bobových luskách. Od té doby však nebyl znovu nalezen a na jeho nalezení byla vypsána odměna – karton (12 lahví) whisky.